# Мехреньга
Мехре́ньга (Мегренга) — река в Архангельской области, правый и самый крупный приток реки Емца (бассейн Северной Двины). Длина реки — 231 км. Площадь водосборного бассейна — 5080 км². Средний расход воды — 33 м³/с.

## География

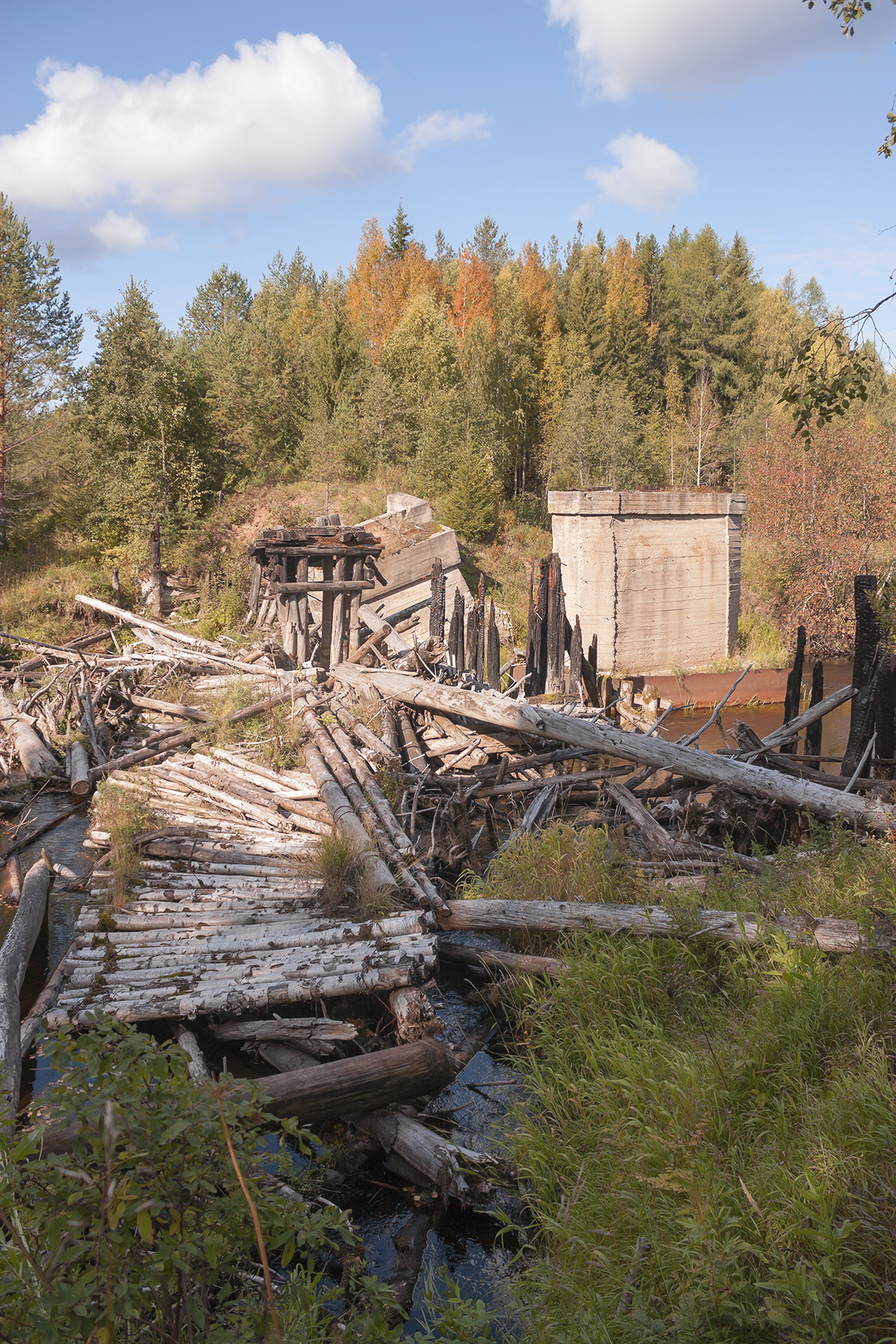
Разрушенный железнодорожный мост на реке Мехреньге, Архангельская область РФ

Река Мехреньга начинается на границе Плесецкого района Архангельской области с Няндомским районом из озера Савозеро.
Высота истока — 180 м над уровнем моря. Высота устья — 12 м над уровнем моря.
Мехреньга является правым притоком реки Емцы, но Мехреньга превышает Емцу на момент впадения по длине, площади бассейна и расходу воды. По своему характеру Мехреньга во многом схожа с Емцей. В своём верхнем течении Мехреньга течёт по территории Плесецкого района описывая дугу в виде перевернутой буквы С. Только первые 50 км течения Мехреньга течёт на восток, всю остальную длину Мехреньга течёт на север. В верхнем течении реку пересекают несколько железнодорожных мостов (имеются в виду уже несуществующие узкоколейные железные дороги, мосты практически разрушены половодьями).
35 км среднего течения Мехреньги лежит на территории ЗАТО «Мирный». Эта часть течения Мехреньги незаселена. В верхнем течении Мехреньга протекает через два довольно крупных озера: Ора и Чёлмус. В верхнем течении у Мехреньги быстрое течение, много порогов. Ширина русла колеблется от 10 до 25 м. Среднее течение у Мехреньги довольно спокойное, ширина русла — до 40 м. В нижнем течении у Мехреньги появляется пойма, ширина русла — 50-70 м. Наиболее крупные притоки Мехреньги — Шорда, Пукса и Мягдома. Мехреньга — некогда сплавная река. В бассейне Мехреньги развит карст. Вода довольно минерализованная. Среди рыб в Мехреньге более распространён хариус, так же обитают щуки, налимы. После закрытия целлюлозного завода в посёлке Пуксоозеро на реке Пуксе в Мехреньгу начала заходить сёмга. До недавнего времени, чтобы попасть в среднее течение Мехреньги, нужен был специальный пропуск (как для Емцы).

## Населённые пункты
- д. Усть-Мехреньга
- д. Мякурье
- д. Рипалово
- д. Шеньга (урочище)
- п. Рудаковское (урочище)
- с. Средь-Мехреньга (бывшее)
- д. Александрово (урочище)
- д. Гора (урочище)
- д. Зарецкая (урочище)
- д. Петрушина (урочище)
- д. Похвальная (урочище)
- д. Усть-Шорда
- д. Верх-Мехреньга (урочище)
- п. Елсозеро (нежилой)
- п. Терехино (урочище)
- п. Старая деревня (урочище)
- п. Савозеро (урочище)

## Притоки
- Ромша
- Шеньга (Кеньга)
- Няврус
- Конокса
- Погрома
- Мендюга
- Кода (левый)
- Каркручей
- Тавна
- Неньдерьга
- Пукса (левый)
- Ердема
- Мягдома (правый) (Мягдема, Мяхдома)
- Шорда (левый)
- Ракозерский
- Пивкручей
- Лыжка
- Великий
- Лыжа (левый)
- Пирокса
- Маньозерка
- Нореньга
- Белая (правый)
- Выяж